# Раммасун (тайфун)
Тайфун Раммасун (англ. Typhoon Rammasun; на Филиппинах как Тайфун Гленда) — девятый получивший название и третий тайфун текущего сезона на Тихом океане. Также он является седьмым тайфуном, которому присвоили название на Филиппинах. Раммасун на тайском языке обозначает бог грома. После тайфунов Линлин и Кадзики 2014 года, Раммасун стал третьим тропическим циклоном, и первым, который непосредственно затронул Филиппины в этом году. Тайфун сформировался в экваториальном поясе вблизи экватора 10 июля 2014 года, где сходятся северо-восточные и юго-восточные пассаты и постепенно начал смещаться на северо-запад. После прохождения островов Микронезии он повернул на запад и достаточно быстро пошёл в этом направлении под влиянием субтропического хребта. Существенный вред тайфун нанёс филиппинскому острову Лусон, по оценкам именно над островом сила тайфуна достигала пиковых значений.   
Хотя первоначально предсказывалось, что он обрушится на долину Кагаян, тайфун прошёл западнее, над Бикольским регионом, затем над Батааном, Самбалесом мимо Манильской агломерации.

## Метеорология

Тайфун Раммасун обрушивается на Филиппины 15 июля 2014 года

9 июля 2014 года американский центр по предупреждению JTWC начал исследование зарождающегося тайфуна в районе микронезийского штата Трук. Система недостаточно точно оценила данные о центре тайфуна, который связывался с атмосферной конвекцией. По мере поступления данных на следующий день система выдала более точный прогноз относительно его центра и условий развития. Центр располагался на нижнем уровне и был закрыт от наблюдений. Система определила тропическую депрессию, что на следующий день подтвердило Японское метеорологическое агентство. JTWC также определил направление 09W.

## Подготовка
Подготовка к тайфуну наблюдалась на острове Гуам, на который он должен был обрушиться, тогда как для Гонконга и Тайваня предсказывались лишь ливневые дожди. Тем не менее, Филиппины, Китай и Вьетнам предупреждали жителей о надвигающемся тайфуне, который не остановится на Гуаме.

## Последствия

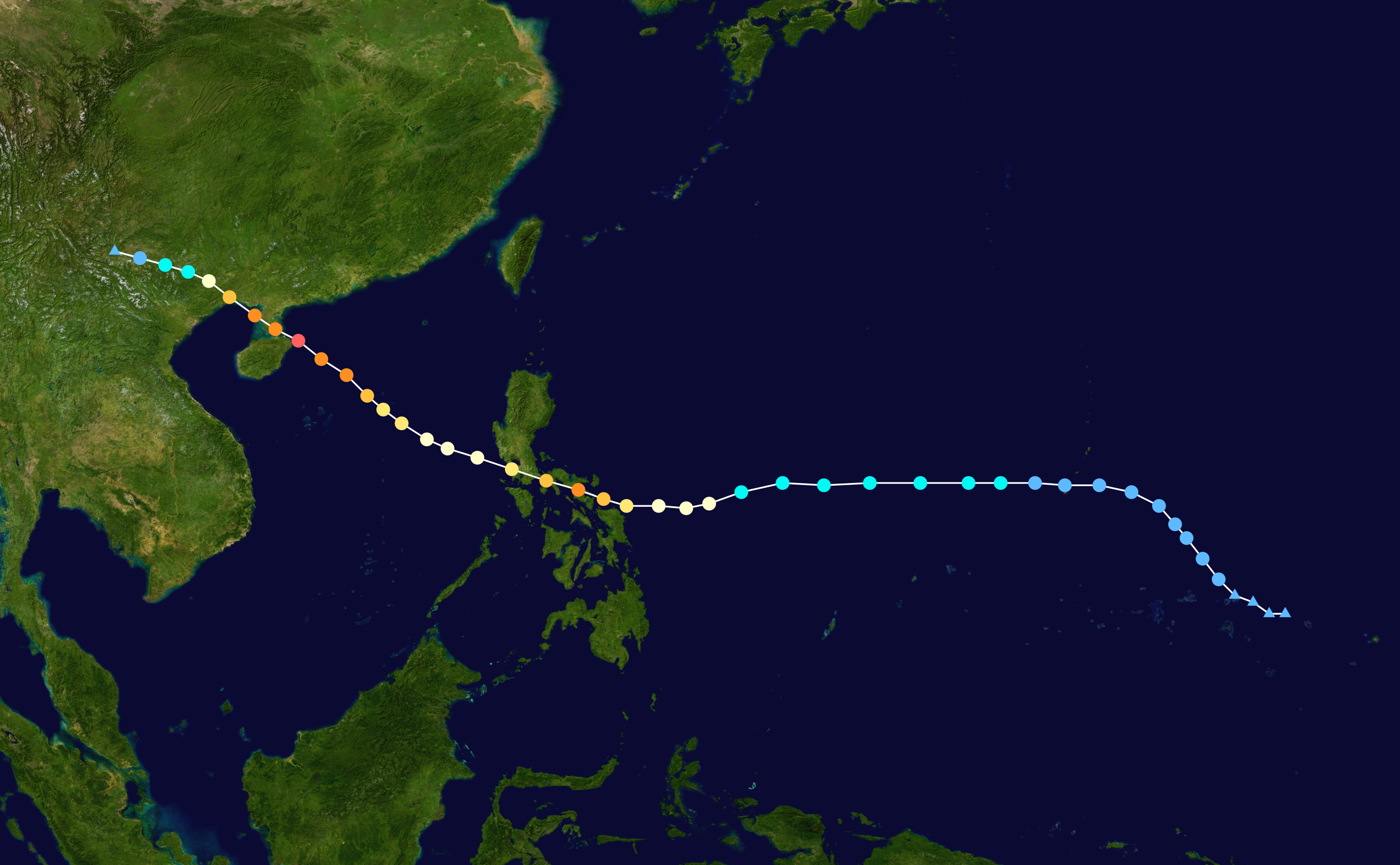
На карте показано движение тайфуна в рамках шестичасовых интервалов

### Филиппины
Для Филиппин тайфун стал самым мощным и разрушительным за последние восемь месяцев после Хайяна. Самое раннее оповещение на Филиппинах началось 14 июля 2014 года.
Тайфун дважды обрушивался на острова - один раз на Гуам, один раз на Филиппины. На Гуаме шторм не привел к серьёзным разрушениям и гибели людей, однако остров попал под обильные осадки. На Филиппинах Национальный Совет по чрезвычайным ситуациям постоянно публикует отчеты о шторме, сообщается о гибели 40 человек, так или иначе связанной с тайфуном Раммасун. Непосредственно после того, как тайфун обрушился на Филиппины, появилась информация о пропаже трёх рыбаков. Два человека пострадали от обрушения стены в Кесон-Сити. Около 90% жителей Манильской агломерации остались без электричества, упали линии электропередач, об этом Национальная электрокомпания сообщила через Twitter. Сильный ветер снёс несколько жилых домов в трущобах. В столице закрылось большинство учреждений.  По состоянию на 17 июля 2014 года сообщалось об ущербе, который достиг суммы в 27 млн.долл.США.

### Китай
Сигнал №1 о тайфуне подала Обсерватория Гонконга вечером 16 июля 2014 года, а сигнал №3 был отправлен днём 17 июля. На этот момент сила ветра тайфуна составляла 180 км/ч. 17 июля тайфун обрушился на Вэньчан. Мэр города Вэньчан Лю Чуньмэй сообщил агентству «Синьхуа», что многие дома пострадали, а всего эвакуировано 700,000 человек. В провинции Хайнань были закрыты все аэропорты, детские сады и школы. Также были закрыты курорты. Под вопросом оказался высокоскоростной поезд из Гуандуна на остров. От последствий тайфуна на Хайнане погиб 1 человек и 21 был ранен. На северном и восточном побережьях острова, а также на Лэйчжоубаньдао волны достигали высоты 13 метров. Китайское агентство «Синьхуа» сообщало о 6,000 эвакуированных на Хайнане. Компании-перевозчики отменяли рейсы из-за осадков и ветра.
Официально подтверждена гибель одного человека на острове Хайнань, около 51,000 домов было разрушено. Всего же в Китае погибло 33 человека, экономический ущерб оценивается в 10,8 млрд юаней (около 1,74 млрд долл. США).
В административном центре Хайкоу было повалено большое количество деревьев. Здания и сооружения пострадали от ливней и разлившейся воды. Большие части города остались без электричества и питьевой воды. По состоянию на 21 июля 2014 года большинство мощностей было восстановлено. При расчистке дорог от поваленных деревьев правительство применило войска. На побережье выбросило несколько барж и других судов, в том числе пострадал мост, соединяющий Хайкоу с искусственным островом Наньхай Минчжу. Раммасун считается одним из самых разрушительных для города за 41 год.

### Вьетнам
Власти Вьетнама начали частичную эвакуацию людей с северного побережья страны 18 июля. Раммасун затронул провинции Хайфон, Тхайбинь и Намдинь. В провинции Куангнинь было эвакуировано более 1,300 человек. Премьер-министр страны Нгуен Тан Зунг приказал властям помогать в проведении эвакуации. Армейские подразделения получили приказ быть готовыми к проведению спасательных операций.
Обильные осадки привели к нескольким наводнениям, затопившим часть жилых районов Хайфона и столицы Ханоя. Проживающие в прибрежных районах должны были следовать в безопасные места. Всем судам запрещался выход в море. Национальный Центра гидрометеорологических прогнозов отмечал, что центр тайфуна находится в 210 километрах к востоку от Парасельских островов, а скорость ветра достигает 149 км/ч. Жители гористых районов Вьетнама были предупреждены о возможных селях и оползнях. Были отменены более двадцати рейсов авиакомпании Vietnam Airlines для вылетающих из столичного аэропорта. Министерство торговли создало резерв, необходимый для жизнеобеспечения в случае необходимости как минимум 250,000 человек. Всего было повреждено более 500 домов. Во Вьетнаме от последствий тайфуна погибло 27 человек, убытки составили 6 млн.долл. США.